# Освајање Београда (Катарина Ивановић)
Освајање Београда је слика романтичарске сликарке Катарине Ивановић. Представља уље на платну, насликано 1844–1845. године. Тренутно се налази у Народном музеју у Београду. Приказује како су српски револуционари заузели главни град Србије, Београд, крајем 1806. године, током Првог српског устанка.
Ивановић се инспирисала стварањем слике читајући књигу Историја српског народа током студија на факултету ликовних уметности у Минхену. Ликовни критичари су у српској престоници слику слабо прихватили. Историчар уметности Лилијен Филипович Робинсон наводи да је то било због лоше композиционе и просторне концепције.
До 1870-их њена дела била су у великој мери заборављена у Србији. Освајање Београда била је једна од четири слике које је Ивановић понудила галерији историјских портрета 1874. године, која је настала језгро онога што је требало да постане Народни музеј. Слика се тренутно налази у поседу музеја.

## Позадина настанка слике
Према Дејвиду Норису, научнику који се бави српском културном историјом, услови у Србији из 19. века нису били погодни за развој визуелне уметности. До материјала за сликање је било тешко доћи, атељеи и изложбени простори практично нису постојали, а није било уметничких покровитеља спремних да финансијски подрже сликаре и откупе њихова готова дела. У првој половини 19. века српски визуелни уметници посветили су се готово искључиво украшавању зидова цркава и производњи икона и других верских предмета. Неки сликари српског наслеђа живели су ван Србије, попут Уроша Кнежевића и Јована Стерије Поповића, који су боравили у Аустријском царству.
Још једна од ових уметница била је романтичарка Катарина Ивановић, која је рођена у Столном Београду 1811. или 1817. године и била је прва значајна српска женска сликарка. Напустила је Столни Београд око 1835. и отишла у Будимпешту да студира сликарство код мајстора Јозсефа Пескија. Тамо је остала током већег дела 1835. Касније те године нашла је заштитника. Крајем 1835. бароница је финансирала Ивановићев прелазак у Беч. Тачно шта је подразумевало њено усавршавање није познато, али с обзиром на то да жене у то време нису биле примљене на академију ликовних уметности, вероватно је Ивановићева класификована као „специјални студент” и подучавана приватно. Неки научници сугеришу да је она студирала код Фердинанда Георга Валдмилера, мада се то не може са сигурношћу утврдити јер је већина докумената који се односе на њен боравак у Бечу уништена у каснијим ратовима.

## Опис слике и историја настанка
Слика представља уље на платну, димензије 157 × 188.5 центиметара. Приказује заузимање Београда од стране српских револуционара крајем 1806, током Првог српског устанка. Показало се да је ово била једна од одлучујућих битака у побуни. Побуњеници Карађорђа Петровића су 29. новембра 1806. започели свој највећи напад на град. Мала снага предвођена Узуном Мирком Апостоловићем предводила је напад, заузимајући градска врата која су била окренута ка реци Сави. Према легенди, један од Миркових људи попео се на османски топ поред капије, сигнализирајући да је капија у рукама побуњеника и да главна снага коју предводи Васа Чарапић треба да нападне Стамбол капију. Чарапић је убијен у наредној оптужби, али је напад на крају био успешан, а Османлије су предали град.

Ивановић је напустила Беч 1840. године и отишла да студира на факултету ликовних уметности у Минхену. Наредне изјаве сугеришу да је Ивановић инспирисана да наслика Освајање Београда негде у то време. Пишући 1873. године, подсетила је како је настала слика:
Током студија у Минхену читала сам Историју српског народа. Желела сам да на свом платну осликам битку Мирка. Са седам другова успео је да уђе у град ноћу док су муслимани славили Рамазански бајрам и нису ни помишљали на опасност. Мирко је са друговима убио стражаре на градској капији. Њихова пуцњава била је сигнал за остале.
Ивановић је убрзо отпутовала у Београд, посетила место битке, разговарала са неким од учесника у заузимању града и прегледала одећу и оружје коришћено у бици. Слика је настала између 1844—1845. у Београду.

## Наслеђе
Према историчарки уметности Љубици Д. Попович, Освајање Београда је једина позната историјска композиција из друге фазе Ивановићеве каријере, која је трајала 1842—1847. године. Слика није била добро прихваћена од уметничких критичара у српској престоници. Историчар уметности Жарко Домљан наводи да је слика типична за ову фазу у Ивановићевој каријери, која је забележила значајан пад квалитета њених сценских слика. Незадовољство начином на који су њени радови примљени у српској престоници подстакло је Ивановић да напусти Србију.
Лилијен Филипович Робинсон, други историчар уметности, упоређује ово уметничко дело са приказом Теодора Жерика Сплав Медузе (1818—1819), јер ниједан није поуздан документарни комад. То је, тврди она, типично за савремене српске сликаре који нису имали дугу романтичарску традицију и зато су позајмљивали елементе од других уметника, посебно оних из Француске. Филипович Робинсон даље описује слику као „изузетно театралну, емотивну и изузетно романтичну”. Пише да је по својој сложености, тенебризму, резању дијагонала и интензивном обојености највише подсећа на слике њених француских романтичарских претходника Теодора Жерика и Антоана Жана Гроа, као и Ежена Делакроа.
Ивановићева је у последњим годинама сликала врло мало, а за њу се каже да је у 70-им годинама била у великој мери заборављена у Србији. У јуну 1876. постала је почасни члан Српског ученог друштва, које је касније постало Српска краљевска академија и на крају Српска академија наука и уметности. Умрла је у Столном Београду у септембру 1882.

## Провенијенција
Ивановићева је 1874. године Галерији историјских портрета понудила четири своје слике, језгро онога што је касније требало да постане Народни музеј. Једна од ових слика била је Освајање Београда, која остаје у поседу музеја и сврстана је под инвентарски број 413.